# Radar Lichtenstein

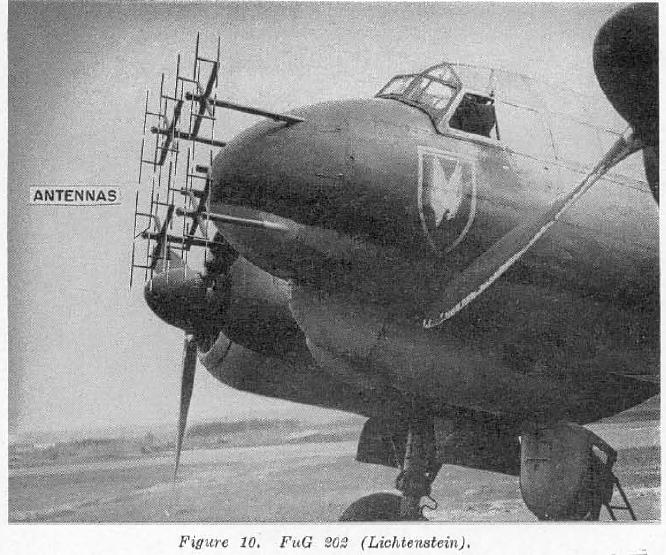
As antenas do radar de Lichtenstein.

O Radar Lichtenstein foi um dos primeiros radares para aeronaves disponíveis para a Luftwaffe durante a Segunda Guerra Mundial e o primeiro a ser utilizado especialmente por aeronaves de intercepção.
Desenvolvido pela Telefunken, foi criado em quatro versões diferentes: FuG 202 Lichtenstein B/C, FuG 212 Lichtenstein C-1, FuG 220 Lichtenstein SN-2 e o raramente usado FuG 228 Lichtenstein SN-3 (FuG é uma abreviação do alemão Funk-Gerät, que significa Aparelho de rádio). O radar Lichtenstein foi o radar mais distribuído e usado por caças nocturnos durante a guerra - modelos posteriores, o FuG 216 e o 218 Neptun, estavam a ser desenvolvidos em 1944 para serem mais versáteis e avançados, porém, o FuG 240 Berlin, um modelo ainda mais avançado, não passou da fase de testes devido ao cessar de hostilidades.